# Dhamma Dewi (królowa Taungngu)
Dhamma Dewi (birm. ဓမ္မဒေဝီ /dəma̰dèwì/) – jedna z trzech głównych królowych króla Tabinshwehtiego z dynastii Taungngu i starsza siostra króla Bayinnaunga. 
Urodziła się jako Khin Hpone Soe (birm. ခင်ဘုန်းစိုး /kʰɪ̀ɴ pʰóʊɴ só/), córka prostych ludzi, sług księcia Tabinshwehtiego. W listopadzie 1530 r. książę wstąpił na tron jako król i wyniósł ją do godności jednej z dwóch swoich głównych żon. Królowa, która była przynajmniej o rok starsza od króla, uważana była za jego ulubioną żonę do czasu, gdy w 1545 r. uczynił on swoją pierwszą królową Khay Ma Naw.
Po śmierci Thabinshehtiego wiodła w Taungngu życie królowej wdowy i żyła wciąż jeszcze w 1577 r. 27 kwietnia 1577 r. brała udział w ceremonii umieszczenia przez Bayinnaunga parasola (birm. hti) na szczycie pagody Maha Wizaya w Pegu. Brat uhonorował ją wówczas w oddzielnej ceremonii.